# Journal of Contemporary Religion
Das Journal of Contemporary Religion ist eine dreimal jährlich erscheinende Zeitschrift aus dem Bereich der Religionswissenschaft. Verlegt wird das Journal bei Taylor & Francis. Herausgeberin ist Elisabeth Arweck. Die Zeitschrift wird peer-reviewed.
Der Schwerpunkt des Journal of Contemporary Religion liegt auf den soziologischen, anthropologischen, philosophischen und psychologischen Aspekten neu aufkommender Religionen weltweit.
Die Zeitschrift wurde 1985 als Religion Today von Peter Bernard Clarke am Zentrum für Neue Religionen am King’s College in London gegründet. Im Jahr 1995 änderte sie ihren Titel in Journal of Contemporary Religion.